# Nkong Bakeneck
Nkong Bakeneck est un village du Cameroun, rattaché à la commune de Nyanon, situé dans le département de la Sanaga-Maritime et la région du Littoral. 

## Population et développement
En 1967, la population de Nkong Bakeneck était de 67 habitants, essentiellement des Bassa. La population de Nkong Bakeneck était de 26 habitants dont 10 hommes et 16 femmes, lors du recensement de 2005. 